# Darío Osorio
Darío Esteban Osorio Osorio (Hijuelas, 24 gennaio 2004) è un calciatore cileno, attaccante del Midtjylland e della nazionale cilena.

## Carriera

### Club
Cresciuto nel settore giovanile dell'Universidad de Chile, debutta in prima squadra il 21 febbraio 2022, in occasione dell'incontro di Primera División perso per 3-2 contro il Ñublense. Trova la sua prima rete in campionato il 27 marzo, nell'incontro vinto per 2-0 ai danni dell'Unión Española.

### Nazionale
Dopo aver giocato con le nazionali giovanili cilene Under-20 ed Under-23, il 10 giugno 2022 ha esordito con la nazionale cilena, disputando l'incontro perso per 0-2 contro la Tunisia, valido per la Kirin Cup.
Nel gennaio del 2023, è stato incluso da Patricio Ormazábal nella rosa della nazionale Under-20 cilena partecipante al campionato sudamericano di categoria in Colombia.
Il 26 marzo 2024 realizza il suo primo gol in nazionale maggiore nell'amichevole persa 3-2 contro la Francia.

## Statistiche

### Presenze e reti nei club
Statistiche aggiornate al 31 dicembre 2022.
| Stagione                    | Squadra                     | Campionato                  | Campionato | Campionato | Coppe nazionali | Coppe nazionali | Coppe nazionali | Coppe continentali | Coppe continentali | Coppe continentali | Altre coppe | Altre coppe | Altre coppe | Totale | Totale |
| Stagione                    | Squadra                     | Comp                        | Pres       | Reti       | Comp            | Pres            | Reti            | Comp               | Pres               | Reti               | Comp        | Pres        | Reti        | Pres   | Reti   |
| --------------------------- | --------------------------- | --------------------------- | ---------- | ---------- | --------------- | --------------- | --------------- | ------------------ | ------------------ | ------------------ | ----------- | ----------- | ----------- | ------ | ------ |
| 2022                        | Universidad de Chile        | PD                          | 27         | 7          | CC              | 6               | 1               |                    | -                  | -                  |             | -           | -           | 33     | 8      |
| 2023                        | Universidad de Chile        | PD                          | 17         | 3          | CC              | 1               | 0               | -                  | -                  | -                  | -           | -           | -           | 18     | 3      |
| Totale Universidad de Chile | Totale Universidad de Chile | Totale Universidad de Chile | 44         | 10         |                 | 7               | 1               |                    | -                  | -                  |             | -           | -           | 51     | 11     |
| 2023-2024                   | Midtjylland                 | SL                          | 14+9       | 5+3        | CD              | 1               | 0               | -                  | -                  | -                  | -           | -           | -           | 24     | 8      |
| 2024-2025                   | Midtjylland                 | SL                          | 11         | 1          | CD              | 1               | 0               | UCL+UEL            | 6+6                | 1+1                | -           | -           | -           | 24     | 3      |
| Totale Midtjylland          | Totale Midtjylland          | Totale Midtjylland          | 25+9       | 6+3        |                 | 2               | 0               |                    | 12                 | 2                  |             | -           | -           | 48     | 11     |
| Totale carriera             | Totale carriera             | Totale carriera             | 78         | 19         |                 | 9               | 1               |                    | 12                 | 2                  |             | -           | -           | 99     | 22     |

### Cronologia presenze e reti in nazionale
| Cronologia completa delle presenze e delle reti in nazionale ― Cile | Cronologia completa delle presenze e delle reti in nazionale ― Cile | Cronologia completa delle presenze e delle reti in nazionale ― Cile | Cronologia completa delle presenze e delle reti in nazionale ― Cile | Cronologia completa delle presenze e delle reti in nazionale ― Cile | Cronologia completa delle presenze e delle reti in nazionale ― Cile | Cronologia completa delle presenze e delle reti in nazionale ― Cile | Cronologia completa delle presenze e delle reti in nazionale ― Cile |
| Data                                                                | Città                                                               | In casa                                                             | Risultato                                                           | Ospiti                                                              | Competizione                                                        | Reti                                                                | Note                                                                |
| ------------------------------------------------------------------- | ------------------------------------------------------------------- | ------------------------------------------------------------------- | ------------------------------------------------------------------- | ------------------------------------------------------------------- | ------------------------------------------------------------------- | ------------------------------------------------------------------- | ------------------------------------------------------------------- |
| 10-6-2022                                                           | Kōbe                                                                | Cile                                                                | 0 – 2                                                               | Tunisia                                                             | Kirin Cup                                                           | -                                                                   | 83’                                                                 |
| 14-6-2022                                                           | Suita                                                               | Cile                                                                | 0 – 0 dts (1 - 3 dtr)                                               | Ghana                                                               | Kirin Cup                                                           | -                                                                   | 81’                                                                 |
| 16-11-2022                                                          | Varsavia                                                            | Polonia                                                             | 1 – 0                                                               | Cile                                                                | Amichevole                                                          | -                                                                   | 76’                                                                 |
| 8-9-2023                                                            | Montevideo                                                          | Uruguay                                                             | 3 – 1                                                               | Cile                                                                | Qual. Mondiali 2026                                                 | -                                                                   | 82’                                                                 |
| 17-10-2023                                                          | Maturín                                                             | Venezuela                                                           | 3 – 0                                                               | Cile                                                                | Qual. Mondiali 2026                                                 | -                                                                   | 22’ 81’                                                             |
| 21-11-2023                                                          | Quito                                                               | Ecuador                                                             | 1 – 0                                                               | Cile                                                                | Qual. Mondiali 2026                                                 | -                                                                   | 79’                                                                 |
| 22-3-2024                                                           | Parma                                                               | Albania                                                             | 0 – 3                                                               | Cile                                                                | Amichevole                                                          | -                                                                   | 87’                                                                 |
| 26-3-2024                                                           | Marsiglia                                                           | Francia                                                             | 3 – 2                                                               | Cile                                                                | Amichevole                                                          | 1                                                                   |                                                                     |
| 21-6-2024                                                           | Arlington                                                           | Perù                                                                | 0 – 0                                                               | Cile                                                                | Coppa America 2024 - 1º turno                                       | -                                                                   | 46’                                                                 |
| 25-6-2024                                                           | East Rutherford                                                     | Cile                                                                | 0 – 1                                                               | Argentina                                                           | Coppa America 2024 - 1º turno                                       | -                                                                   |                                                                     |
| 29-6-2024                                                           | Orlando                                                             | Canada                                                              | 0 – 0                                                               | Cile                                                                | Coppa America 2024 - 1º turno                                       | -                                                                   | 30’                                                                 |
| 5-9-2024                                                            | Buenos Aires                                                        | Argentina                                                           | 3 – 0                                                               | Cile                                                                | Qual. Mondiali 2026                                                 | -                                                                   |                                                                     |
| 10-9-2024                                                           | Santiago del Cile                                                   | Cile                                                                | 1 – 2                                                               | Bolivia                                                             | Qual. Mondiali 2026                                                 | -                                                                   | 61’                                                                 |
| 10-10-2024                                                          | Santiago del Cile                                                   | Cile                                                                | 1 – 2                                                               | Brasile                                                             | Qual. Mondiali 2026                                                 | -                                                                   |                                                                     |
| 15-10-2024                                                          | Barranquilla                                                        | Colombia                                                            | 4 – 0                                                               | Cile                                                                | Qual. Mondiali 2026                                                 | -                                                                   |                                                                     |
| 20-3-2025                                                           | Asunción                                                            | Paraguay                                                            | 1 – 0                                                               | Cile                                                                | Qual. Mondiali 2026                                                 | -                                                                   | 83’                                                                 |
| 25-3-2025                                                           | Santiago del Cile                                                   | Cile                                                                | 0 – 0                                                               | Ecuador                                                             | Qual. Mondiali 2026                                                 | -                                                                   |                                                                     |
| 5-6-2025                                                            | Santiago del Cile                                                   | Cile                                                                | 0 – 1                                                               | Argentina                                                           | Qual. Mondiali 2026                                                 | -                                                                   | 58’                                                                 |
| 10-6-2025                                                           | El Alto                                                             | Bolivia                                                             | 2 – 0                                                               | Cile                                                                | Qual. Mondiali 2026                                                 | -                                                                   | 46’                                                                 |
| Totale                                                              |                                                                     | Presenze                                                            | 19                                                                  |                                                                     | Reti                                                                | 1                                                                   |                                                                     |

## Palmarès

### Club

#### Competizioni nazionali
- Campionato danese: 1

Midtjylland: 2023-2024